# Cacahual
Cacahual ist ein nicht-kommunalisiertes Gebiet im Departement Guainía in Kolumbien. Es hat 1592 Einwohner. Es liegt auf 104 m über dem Meeresspiegel.

## Geografie
Es gibt drei Bevölkerungszentren: Cacahual, Merey und San Juan. Im Westen und Norden grenzt es an die Hauptstadt des Departements, Inírida, im Süden an Puerto Colombia und im Osten an Venezuela.
Die Verkehrsanbindung erfolgt hauptsächlich auf dem Wasser- und Luftweg. Auf dem Flussweg beträgt die Entfernung zur Departementshauptstadt Inírida 186 km.
Die Wirtschaft basiert auf der Fischerei und dem Holzeinschlag.